# هزاع بن سلطان آل نهيان
هزاع بن سلطان آل نهيان (1905-1958)، هو شقيق الشيخ شخبوط بن سلطان آل نهيان (حاكم أبوظبي من 1928 إلى 1966) والشيخ زايد بن سلطان آل نهيان (حاكم أبوظبي من 1966 إلى 2004 وأول رئيس لدولة الإمارات العربية المتحدة) . شغل هزاع منصب ممثل الحاكم في المنطقة الغربية لإمارة أبوظبي.

## وفاته
كانت صحة هزاع تتدهور بسبب إصابته بالسل، وعلى الرغم من خضوعه للعلاج في الولايات المتحدة والهند، إلا أنه توفي في 20 يناير 1958.

## حياته الخاصة
كان الشيخ هزاع صديقاً مقرباً للشيخ راشد بن سعيد آل مكتوم حاكم دبي. تزوج مرتين، وكلاهما من سلالة زايد بن خليفة آل نهيان ولكن لم ينجب أطفالاً. زوجته الأولى هي الشيخة مريم بنت سعيد بن زايد بن خليفة. وبعد وفاتها تزوج من الشيخة مريم بنت حمدان بن زايد بن خليفة.